# Список мемориальных досок Басманного района
Список мемориальных досок Басманного района — перечень памятных досок, установленных в Басманном районе Центрального административного округа города Москвы.
Мемориальные доски наряду с памятниками архитектуры и скульптурными памятниками являются частью исторического и культурного наследия города, наиболее массовой формой увековечивания исторической памяти художественными средствами. До революции 1917 года в Москве насчитывалось не более 20 памятных досок. За прошедшие десятилетия их количество увеличилось в сотни раз. Особенно стремительный рост начался с 1950-х годов. Всего на начало 2020 года в Москве установлено около 1600—1800 памятных досок, 82 из которых — в Басманном районе.
Большинство досок Басманного района выполнены из камня или металла. Чаще всего используются гранит, мрамор, бронза. Самая распространённая форма досок — прямоугольная, вытянутая по вертикали, реже — по горизонтали. Также встречаются доски произвольной формы и составные доски из нескольких частей. Во многих случаях памятные доски — лишь плиты с текстом; тем не менее большинство из них помимо текста несут на себе разного рода изображения, в первую очередь портреты тех, кому они посвящены.

## Легенда
- Посвящена — имя, годы жизни и род деятельности того, в память о ком установлена доска.
- Адрес — адрес здания, на котором установлена доска.
- Надпись — текст надписи на доске (орфография и пунктуация сохранены).
- Описание — цвет, материал и описание элементов доски.
- Авторы — имена авторов доски; если авторы не указаны в источниках, то в ячейке стоит знак «—».
- Год — год установки доски; если год не указан в источниках, то в ячейке стоит знак «—».
- Пр. — ссылки на источники и на элемент доски в «Викиданных» (в виде значка «»).

Список отсортирован в алфавитном порядке по адресу. Сортировка может проводиться по столбцам «Посвящена», «Адрес» и «Год».

## Список
| Посвящена                                                                | Адрес                                     | Надпись | Описание | Авторы                                            | Год    | Пр.                  |
| ------------------------------------------------------------------------ | ----------------------------------------- | --- | --- | ------------------------------------------------- | ------ | -------------------- |
| Памяти событий Великой Отечественной войны                               | Армянский переулок, 4                     | Здесь в июне 1941 г. был сформирован истребительный батальон Куйбышевского района г. Москвы, который октябре вошёл в состав 5 полка московских рабочих и Московской коммунистической стрелковой дивизии, ставшей впоследствии 155 Краснознаменной Станиславской дивизией. | Доска из белого мрамора с изображением звезды и лавровой ветви | —                                                 | 1967   | [ 9 ] [ 10 ] [ 11 ]  |
| Памяти павших в Великой Отечественной войне                              | Армянский переулок, 4                     | Живым и павшим воинам Московского народного ополчения Ваш ратный подвиг будет вечно жить в наших сердцах 1941―1945 гг. | Доска из чёрного мрамора с изображением звезды, штыка и вечного огня | —                                                 | 1967   | [ 12 ] [ 13 ] [ 14 ] |
| Памяти событий Великой Отечественной войны                               | Армянский переулок, 4                     | Слава защитникам Родины — народному ополчению Москвы. 6-12 VII ― 1941 г. в нашей школе формировался 2-й полк 4 дивизии народного ополчения Куйбышевского района Москвы, переименованный за боевые отличия в 84-ю Краснознаменную гвардейскую Карачевскую ордена Суворова дивизию | Доска из мрамора с изображением лавровой ветви | —                                                 | 1967   | [ 12 ] [ 15 ] [ 16 ] |
| Тютчеву Ф. И. (1803—1873) Поэт                                           | Армянский переулок, 11, стр. 2            | В этом доме провел детство и юность Ф.И. Тютчев 1810―1822 гг. | Доска из серого полированного гранита с бронзовым барельефным портретом | —                                                 | 2003   | [ 12 ] [ 17 ]        |
| Памяти павших в Великой Отечественной войне                              | Бакунинская улица, 98А, стр. 11           | Здесь жили павшие в боях за Родину 1941―1945 гг. (перечислено 24 фамилии с инициалами) | Доска из чёрного гранита в форме обломка камня с изображением звезды и штыка                                                                                                   | —                                                 | 1969   | [ 12 ] [ 13 ] [ 14 ] |
| Бещеву Б. П. (1903—1981) Государственный деятель                         | Н. Басманная улица, 2/1, стр. 1           | Министр путей сообщения СССР Герой Социалистического Труда Борис Павлович Бещев работал в этом здании с 1948 по 1977 год | Доска из бронзы с барельефным портретом на фоне очертаний карты России в тондо                                                                                                 | ск. С. А. Фаренюк арх. В. А. Бодрягин             | 2016   | [ 18 ]               |
| Фатьянову А. И. (1919—1959) Поэт                                         | Н. Басманная улица, 10, стр. 1            | В этом доме с 1935 по 1948 год жил русский поэт-песенник Алексей Фатьянов Где же вы теперь, друзья-однополчане, боевые спутники мои? | Доска из белого мрамора; вверху доски во врезе — бронзовый бюст поэта | —                                                 | 1995   | [ 18 ] [ 17 ]        |
| Залке Мате (1896—1937) Революционер                                      | Н. Басманная улица, 10, стр. 1            | В этом доме с 1921 года по 1926 год жил и работал венгерский писатель-интернационалист Матэ Залка | Доска из бронзы с барельефным портретом | ск. Ю. В. Александров арх. Н. С. Добросердова     | 1980   | [ 18 ] [ 19 ]        |
| Памяти событий Великой Отечественной войны                               | Н. Басманная улица, 26, стр. 1            | В этой больнице с первых дней Великой Отечественной войны 1941―1945 размещался госпиталь для раненых воинов Советской армии | Доска из серого гранита с изображением звезды | арх. А. А. Усачёв                                 | 1966   | [ 20 ] [ 13 ] [ 21 ] |
| Кирику И. В. (1911—1943) Милиционер, Герой Советского Союза              | Н. Басманная улица, 33, стр. 1            | Иван Васильевич Кирик в 1938―1943 годах работал участковым уполномоченным 66-го отделения милиции г. Москвы В сентябре 1943 года во время рукопашной схватки закрыл грудью командира роты от штыкового удара Пал смертью храбрых За мужество и героизм проявленные в боях с немецко-фашистскими захватчиками посмертно был удостоен звания Герой Советского Союза                                             | Доска из бронзы с рельефным изображением звезды Героя Советского Союза в венке                                                                                                 | ск. С. А. Щербаков                                | 2013   | [ 20 ]               |
| Кузнецову Н. И. (1911—1944) Разведчик, Герой Советского Союза            | С. Басманная улица, 20, стр. 1            | В этом доме с 1940 по 1942 год жил Герой Советского Союза Николай Иванович Кузнецов | Доска из красного гранита с изображением меча, щита и лавровой ветви | арх. В. А. Климов                                 | 1975   | [ 20 ] [ 22 ] [ 23 ] |
| Костандову Л. А. (1915—1984) Государственный деятель                     | С. Басманная улица, 21/4, стр. 1          | Выдающийся государственный деятель, внесший крупный вклад в развитие химической промышленности, Леонид Аркадьевич Кастандов окончил в 1940 году размещавшийся в этом здании Московский институт химического машиностроения | Доска из тёмно-красного гранита со сложной скульптурной композицией из бронзы                                                                                                  | ск. А. Д. Рябичев худ. Е. Д. Амаспюр              | 2002   | [ 24 ] [ 25 ]        |
| Пушкину А. С. (1799—1837) Поэт                                           | С. Басманная улица, 36                    | Александр Сергеевич Пушкин бывал в этом доме у своего дяди-поэта В. Л. Пушкина | Доска из белого мрамора | —                                                 | 1962   | [ 24 ] [ 26 ] [ 27 ] |
| Васильеву С. Д. (1900—1959) Кинорежиссёр                                 | 2-я Бауманская улица, 3, стр. 2           | В этом доме 4 ноября 1900 года родился и жил до 1912 года выдающийся советский кинорежиссер, автор фильма «Чапаев», Сергей Дмитриевич Васильев | Доска из серого гранита с горельефным портретом из красного гранита | ск. А. П. Кибальников арх. Н. П. Гришин           | 1967   | [ 24 ] [ 28 ] [ 29 ] |
| Чудакову Е. А. (1890—1953) Учёный                                        | 2-я Бауманская улица, 5, стр. 1           | Здесь учился и работал академик Евгений Алексеевич Чудаков выдающийся ученый в области машиностроения и автомобилестроения 1890―1953 | Доска из бронзы с барельефным портретом в медальоне | ск. А. Ф. Чадин арх. Т. Е. Астарова               | —      | [ 30 ] [ 31 ] [ 32 ] |
| Сухому П. О. (1895—1975) Авиаконструктор                                 | 2-я Бауманская улица, 5, стр. 1           | В 1925 году окончил МВТУ выдающийся конструктор авиационной техники Павел Осипович Сухой | Доска из чёрного полированного гранита с бронзовым горельефным портретом | —                                                 | 2006   | [ 30 ] [ 33 ]        |
| Советкину Д. К. (1838—1912) Изобретатель                                 | 2-я Бауманская улица, 5, стр. 1           | Советкин Дмитрий Константинович 1834―1912 Основатель русского метода обучения ремёслам | Доска из латуни с барельефным портретом | —                                                 | —      | [ 30 ]               |
| Сателю Э. А. (1885—1968) Учёный                                          | 2-я Бауманская улица, 5, стр. 1           | Здесь учился и с 1939 года по 1968 год работал инженер и ученый Герой Социалистического Труда профессор Эдуард Адамович Сатель | Доска из чёрного гранита с барельефным портретом | ск. С. А. Щербаков арх. И. А. Гунст               | 1974   | [ 34 ] [ 33 ] [ 35 ] |
| Пилюгину Н. А. (1908—1982) Учёный                                        | 2-я Бауманская улица, 5, стр. 1           | Здесь с 1931 года по 1935 год учился выдающийся ученый и конструктор в области ракетно-космической техники дважды Герой Социалистического Труда лауреат Ленинской и Государственной премий СССР Академик Николай Алексеевич Пилюгин | Доска из чёрного гранита с барельефным портретом | ск. В. Н. Никифоров арх. В. П. Ломакин            | 1985   | [ 34 ] [ 33 ]        |
| Королёву С. П. (1907—1966) Учёный                                        | 2-я Бауманская улица, 5, стр. 1           | Здесь учился в 1926―1930 годах крупнейший ученый и конструктор в области ракетной техники и космических исследований, дважды Герой Социалистического Труда, лауреат Ленинской премии академик Сергей Павлович Королев | Доска из чёрного гранита с барельефным портретом и гравированным изображением конденсационного следа от ракеты                                                                 | ск. А. П. Файдыш-Крандиевский арх. А. А. Заварзин | 1967   | [ 34 ] [ 36 ] [ 37 ] |
| Жуковскому Н. Е. (1847—1921) Учёный                                      | 2-я Бауманская улица, 5, стр. 1           | 1847 1921 Здесь 50 лет читал лекции по механике, воздухоплаванию, аэродинамике отец русской авиации профессор Николай Егорович Жуковский | Доска из бронзы с барельефным портретом | —                                                 | —      | [ 38 ] [ 39 ] [ 40 ] |
| Бауману Н. Э. (1873—1905) Революционер                                   | 2-я Бауманская улица, 5, стр. 1           | 18-20 октября 1905 года в училище революционный народ прощался со злодейски убитым Николаем Эрнестовичем Бауманом выдающимся деятелем большевистской партии От стен училища началась трехсоттысячная траурная демонстрация московского пролетариата | Доска из красного гранита | —                                                 | 1958   | [ 38 ] [ 41 ] [ 42 ] |
| Туполеву А. Н. (1888—1972) Авиаконструктор                               | 2-я Бауманская улица, 5, стр. 1           | Здесь в 1908 году начал свой творческий путь крупнейший ученый, выдающийся авиаконструктор XX века трижды Герой Социалистического Труда лауреат Ленинской и Государственной премий академик Андрей Николаевич Туполев | Доска сложной формы из бронзы с горельефным портретом в медальоне, объёмным корпусом взлетающего самолёта конструкции Туполева и пять профильных изображений моделей самолётов | —                                                 | 2001   | [ 38 ] [ 31 ]        |
| Бармину В. П. (1909—1993) Учёный                                         | 2-я Бауманская улица, 5, стр. 1           | Здесь с 1926 по 1993 годы учился и работал выдающийся ученый и конструктор в области ракетно-космической техники, Герой Социалистического Труда, Лауреат Ленинской и Государственных премий академик Владимир Павлович Бармин | Доска из бронзы с барельефным портретом и стилизованным изображением стартующей ракеты                                                                                         | —                                                 | —      | [ 43 ]               |
| Степанову Ю. А. Учёный                                                   | 2-я Бауманская улица, 5, стр. 9           | Здесь учился и с 1954 по 1986 г. работал доктор технических наук профессор Юрий Александрович Степанов | Доска из чугуна с барельефным бронзовым портретом | —                                                 | —      | [ 43 ]               |
| Рубцову Н. Н. (1882—1962) Учёный                                         | 2-я Бауманская улица, 5, стр. 9           | Здесь учился и с 1920 по 1962 год работал Заслуженный деятель науки и техники РСФСР лауреат Государственной премии СССР профессор Николай Николаевич Рубцов | Доска из чугуна с барельефным бронзовым портретом | —                                                 | —      | [ 43 ]               |
| Баландину Г. Ф. (1926—1999) Учёный                                       | 2-я Бауманская улица, 5, стр. 9           | Здесь учился и с 1950 по 1999 год работал Заслуженный деятель науки и техники России профессор доктор технических наук Баландин Геннадий Фёдорович | Доска из чугуна с барельефным бронзовым портретом | —                                                 | —      | [ 43 ]               |
| Николаеву Г. А. (1903—1992) Учёный                                       | 2-я Бауманская улица, 5, стр. 14          | Здесь с 1930 по 1992 годы работал Герой Социалистического Труда лауреат Государственной премии СССР академик АН СССР Николаев Георгий Александрович Ректор МВТУ им. Н.Э. Баумана 1964―1985 гг. Заведующий кафедрой «Сварка» с 1947 по 1989 годы | Доска из чугуна с барельефным бронзовым портретом | —                                                 | —      | [ 44 ]               |
| Попову Е. А. Учёный                                                      | 2-я Бауманская улица, 5, стр. 22          | Здесь учился и с 1945 г. по 1995 г. работал Заслуженный деятель науки и техники РСФСР лауреат Государственной премии СССР профессор доктор технических наук Попов Евгений Александрович | Доска из бронзы с барельефным портретом | —                                                 | —      | [ 44 ]               |
| Зимину А. И. (1895―1974) Учёный                                          | 2-я Бауманская улица, 5, стр. 22          | Зимин Анатолий Иванович 1895―1974 доктор технических наук профессор Заслуженный деятель науки и техники РСФСР основатель кафедры «Машины и технологии обработки давлением» | Доска из чугуна с барельефным бронзовым портретом | —                                                 | —      | [ 44 ]               |
| Бардину И. П. (1883—1960) Учёный                                         | 2-я Бауманская улица, 9/23, стр. 1        | Академик Иван Павлович Бардин Основатель и руководитель ЦНИИЧЕРМЕТ с 1944 по 1960 год Выдающийся учёный металлург организатор строительства и руководитель ряда металлургических заводов и научных институтов | Доска из серого гранита с бронзовым барельефным портретом | ск. Н. Б. Никогосян арх. В. О. Мунц               | 1970-е | [ 44 ] [ 45 ] [ 46 ] |
| Пушкину А. С. (1799—1837) Поэт                                           | Бауманская улица, 40                      | Здесь был дом, в котором 26 мая 1799 года родился А.С. Пушкин | Доска из красного гранита с бронзовыми барельефным портретом и лавровой ветвью, переплетенной лентой                                                                           | ск. К. Г. Кошкин                                  | —      | [ 47 ] [ 48 ] [ 49 ] |
| Памяти событий Великой Отечественной войны                               | Бауманская улица, 40                      | В этом здании в суровые дни Великой Отечественной войны (июль 1941 года) была сформирована дивизия народного ополчения Бауманского района города Москвы | Доска из тёмно-красного гранита | арх. И. Н. Андрианов                              | 1966   | [ 47 ] [ 10 ] [ 50 ] |
| Бауману Н. Э. (1873—1905) Революционер                                   | Бауманская улица, 58/25, корп. 12, стр. 2 | Здесь 31(18) октября 1905 г. был злодейски убит агентом царской охранки член московской организации большевиков Николай Эрнестович Бауман | Доска из красного гранита с бронзовым барельефным портретом | ск. П. В. Данилов                                 | —      | [ 47 ] [ 51 ] [ 52 ] |
| Кнунянцу И. Л. (1906—1990) Учёный                                        | Бригадирский переулок, 13                 | Кнунянц Иван Людвигович | Доска из красного гранита | —                                                 | —      | [ 47 ]               |
| Памяти событий Великой Отечественной войны                               | Госпитальная площадь, 1—3, стр. 8         | В этом здании в годы Великой Отечественной войны с октября 1941 года по март 1943 года действовал 290 сортировочный эвакогоспиталь Западного фронта Самоотверженным трудом военных медиков госпиталя были возвращены в строй десятки тысяч солдат и офицеров | Доска из мрамора | арх. Н. А. Кавальчук                              | 1983   | [ 53 ] [ 13 ]        |
| Удачину С. А. (1903—1974) Учёный                                         | Улица Казакова, 15                        | Здесь с 1931 по 1972 год работал крупный ученый в области землеустройства действительный член Всесоюзной академии сельскохозяйственных наук имени В. И. Ленина Сергей Александрович Удачин | Доска из красного гранита | арх. В. Б. Богачкин                               | 1978   | [ 53 ] [ 31 ] [ 54 ] |
| Волгину Н. Н. (1907—1999) Военный и государственный деятель              | Б. Казённый переулок, 7                   | Выдающийся строитель объектов атомной промышленности Герой Социалистического Труда участник Великой Отечественной войны 1941―1945 годов генерал-майор инженерно-технических войск Николай Николаевич Волгин жил в этом доме с 1950 по 1999 год | Доска из бронзы | —                                                 | —      | [ 53 ]               |
| Ванникову Б. Л. (1897—1962) Государственный деятель                      | Б. Казённый переулок, 7                   | В этом доме с 1949 по 1962 год жил советский партийный и государственный деятель трижды Герой Социалистического Труда лауреат Государственных премий СССР Борис Львович Ванников | Доска из бронзы составная. На отдельной плите — барельефный портрет | ск. Л. Т. Гадаев арх. В. Н. Ситниченко            | 1987   | [ 53 ] [ 51 ]        |
| Полищук Л. Г. (1949—2006) Актриса                                        | Б. Казённый переулок, 8, стр. 2           | Народная артистка России Любовь Полищук жила в этом доме с 2000 по 2006 гг. | Доска из бронзы с барельефным портретом | ск. А. В. Цигаль арх. Е. В. Полянцев              | 2016   | [ 55 ]               |
| Памяти событий Великой Отечественной войны                               | М. Козловский переулок, 3                 | Здесь в суровые дни Великой Отечественной войны июль 1941 была сформирована дивизия народного ополчения Куйбышевского района Москвы которая за доблесть и героизм проявленные в боях с немецко-фашистскими захватчиками была преобразована в гвардейскую награждена правительственными наградами получила почетное наименование 84 гвардейская стрелковая Карачевская краснознаменная ордена Суворова дивизия | Доска из белого мрамора | —                                                 | 1960   | [ 55 ] [ 15 ] [ 56 ] |
| Космодемьянской З. А. (1923—1941) Разведчица, Герой Советского Союза     | Колпачный переулок, 5, стр. 2             | В этом доме в октябре 1941 года московской комсомолке Зое Космодемьянской была вручена путевка на фронт | Доска из белого мрамора | —                                                 | —      | [ 55 ]               |
| Веневитинову Д. В. (1805—1827) Поэт                                      | Кривоколенный переулок, 4                 | В этом доме родился и жил поэт Дмитрий Владимирович Веневитинов 1805―1827 | Доска из красного гранита с бронзовым барельефным портретом | ск. П. В. Данилов                                 | 1952   | [ 57 ] [ 19 ] [ 58 ] |
| Хрюкину Т. Т. (1910—1953) Военачальник, дважды Герой Советского Союза    | Лубянский проезд, 17                      | Здесь с 1940 года по 1953 год жил дважды Герой Советского Союза генерал-полковник авиации Тимофей Тимофеевич Хрюкин | Доска из бронзы со стилизованным изображением самолёта | арх. С. В. Клепиков                               | 1982   | [ 57 ] [ 22 ] [ 59 ] |
| Сандалову Л. М. (1900—1987) Военачальник                                 | Лубянский проезд, 17                      | Видный военачальник военный историк генерал-полковник Леонид Михайлович Сандалов жил в этом доме с 1948 по 1987 год | Доска из бронзы со стилизованным изображениям военной карты, книг и автомата                                                                                                   | —                                                 | —      | [ 57 ]               |
| Киселёву Ю. И. (1921—1995) Общественный деятель                          | Лучников переулок, 3, стр. 1              | Здесь работал видный деятель общественного движения за права инвалидов Юрий Иванович Киселев | Доска из бронзы с барельефным портретом | ск. Д. Ю. Митлянский                              | 2004   | [ 60 ] [ 25 ]        |
| Памяти событий Революции 1905—1907 годов                                 | Улица Макаренко, 5, стр. 1а               | В октябрьские дни 1905 г. в этом доме заседал стачечный комитет избранный от предприятий и учреждений Москвы Здесь же в декабрьские дни 1905 г. собирался первый московский совет рабочих депутатов объявивший вооруженное восстание на 7 (20) декабря 1905 г. | Доска из светло-красного гранита | —                                                 | —      | [ 60 ] [ 41 ] [ 42 ] |
| Бахиреву В. В. (1916—1991) Государственный деятель                       | Маросейка, 12, стр. 1                     | Герой Социалистического Труда министр машиностроения СССР Вячеслав Васильевич Бахирев работал в этом здании с 1968 по 1987 год | Доска из бронзы с барельефным портретом и стилизованным изображением ракетной установки                                                                                        | ск. М. О. Лушников арх. И. А. Василевский         | 2016   | [ 60 ]               |
| Бахиреву В. В. (1916—1991) Государственный деятель                       | Маросейка, 12, стр. 1                     | Герой Социалистического Труда министр машиностроения СССР Вячеслав Васильевич Бахирев работал в этом здании с 1968 по 1987 год | Доска из бронзы с барельефным портретом и стилизованным изображением ракетной установки                                                                                        | ск. М. О. Лушников арх. И. А. Василевский         | 2016   | [ 60 ]               |
| Памяти павших в Великой Отечественной войне и жертв сталинских репрессий | Маросейка, 13, стр. 2                     | 1937 1952 Всем кто жил в этом доме ушел и не вернулся 1941 1945 | Доска из чугуна | —                                                 | —      | [ 61 ]               |
| Памяти разработки плана ГОЭЛРО                                           | Мясницкая улица, 24/7, стр. 1             | В этом здании в 1920 году государственной комиссией под председательством Г. М. Кржижановского был разработан ленинский план электрификации России ГОЭЛРО | Доска из красного гранита | арх. С. И. Смирнов                                | 1980   | [ 61 ] [ 62 ] [ 63 ] |
| Памяти событий Революции 1905—1907 годов                                 | Мясницкая улица, 40, стр. 1               | Место массовых собраний почтово-телеграфных работников в ноябре 1905 г. | Доска из белого мрамора | —                                                 | 1925   | [ 61 ] [ 64 ]        |
| Чайковскому П. И. (1840—1893) Композитор                                 | Мясницкая улица, 44, стр. 2               | В этом доме в 1884―1887 годах во время приездов в Москву останавливался и работал Петр Ильич Чайковский | Доска из белого мрамора | арх. П. Ю. Андреев                                | 1986   | [ 65 ] [ 66 ]        |
| Патриарху Алексию I (1877—1970) Патриарх Московский и всея Руси          | Мясницкая улица, 46, стр. 1               | Патриарх Московский и всея Руси Алексий I (Сергей Владимирович Симанский) родился и жил в этом доме с 9 ноября 1877 до 1883 года Доска установлена по благословению Патриарха Московского и всея Руси Алексия II в 2007 г. | Доска из бронзы с горельефным портретом | ск. С. А. Щербаков арх. А. К. Тихонов             | 2007   | [ 65 ] [ 51 ]        |
| Крупской Н. К. (1869—1939) Государственный деятель                       | Переулок Огородная Слобода, 6, стр. 1     | В этом доме неоднократно бывала Надежда Константиновна Крупская Выдающийся деятель коммунистической партии и советского государства большой друг детей | Доска из серого гранита | —                                                 | 1969   | [ 65 ] [ 25 ] [ 67 ] |
| Голицыну В. М. (1847—1932) Государственный деятель                       | Покровка, 38а                             | Почетный гражданин города Москвы московский губернатор городской голова князь Голицын Владимир Михайлович жил в этом доме в 1857―1887 и 1892―1894 годы | Доска из гранита с бронзовым барельефным портретом | ск. П. С. Журавлёв арх. А. Б. Бехтина             | 2010   | [ 65 ]               |
| Степанову А. С. (1858—1923) Художник                                     | Покровский бульвар, 8, стр. 1             | Здесь жил и работал академик живописи Алексей Степанович Степанов 1858―1923 | Доска из серого гранита с бронзовым барельефным портретом и изображением палитры с кистями                                                                                     | —                                                 | 1962   | [ 68 ] [ 28 ] [ 69 ] |
| Рыскулову Т. Р. (1894—1938) Государственный деятель                      | Покровский бульвар, 14/5                  | Турар Рыскулов 1894―1986 видный государственный деятель Казахстана и России заместитель председателя Совнаркома РСФСР жил в этом доме с 1931 по 1934 г. | Доска из бронзы с барельефным портретом | ск. А. Х. Баярлин арх. Б. Н. Конысбай             | 2011   | [ 68 ]               |
| Пчёлину В. Н. (1869—1941) Художник                                       | Покровский бульвар, 14/5                  | В этом доме в 1937―1941 годах жил и работал заслуженный деятель искусств РСФСР художник Владимир Николаевич Пчелин | Доска из бронзы | арх. И. Н. Андрианов                              | 1969   | [ 68 ] [ 28 ] [ 70 ] |
| Телешову Н. Д. (1867—1957) Писатель                                      | Покровский бульвар, 18/15                 | В этом доме в 1913―1957 годах жил и работал русский писатель, Заслуженный деятель искусств РСФСР Николай Дмитриевич Телешов | Доска из чёрного гранита с бронзовым барельефным портретом | ск. Н. И. Нисс-Гольдман                           | 1959   | [ 71 ] [ 17 ] [ 72 ] |
| Политковской А. С. (1958—2006) Журналистка                               | Потаповский переулок, 3, стр. 1           | Обозреватель «Новой газеты» Анна Политковская до своей трагической гибели работала в этом здании с 1999 по 2006 год | Доска из бронзы сложной формы с барельефным портретом | ск. И. А. Балашов арх. П. И. Козлов               | 2013   | [ 71 ]               |
| Кишкину С. Т. (1906—2002) Учёный                                         | Улица Радио, 17, корп. 1                  | С 1934 г. по 2002 г. в ВИАМ работал выдающийся ученый лауреат Сталинской, Государственной и Ленинской премий, премии Совета министров СССР, Правительства РФ, академик Кишкин Сергей Тимофеевич | Доска из бронзы с барельефным портретом и стилизованным изображением самолёта                                                                                                  | —                                                 | 2006   | [ 71 ]               |
| Жуковскому Н. Е. (1847—1921) Учёный                                      | Улица Радио, 17, корп. 5                  | В этом доме работал в 1915―1920 гг. отец русской авиации Николай Егорович Жуковский | Доска из серого гранита с бронзовым барельефным портретом | ск. Б. П. Барков арх. Ю. Н. Соколов               | 1992   | [ 73 ] [ 39 ]        |
| Туполеву А. Н. (1888—1972) Авиаконструктор                               | Улица Радио, 24, корп. 1                  | Здесь с 1918 по 1972 год работал генеральный конструктор самолетов, трижды Герой Социалистического Труда, академик Андрей Николаевич Туполев | Доска из бронзы с барельефным портретом и стилизованным изображением самолёта                                                                                                  | ск. В. Е. Матросов арх. С. И. Кулёв               | 1975   | [ 73 ] [ 31 ] [ 74 ] |
| Памяти событий Великой Отечественной войны                               | Сверчков переулок, 5                      | В этом здании в суровые годы Великой Отечественной войны в июле 1941 г. формировался 1-й полк 1-й дивизии народного ополчения Куйбышевского района г. Москвы, переименованной в 84 Гвардейскую Карачаевскую ордена Суворова стрелковую дивизию | Доска из белого мрамора с изображением штыка и лавровой ветви | —                                                 | —      | [ 73 ] [ 15 ] [ 56 ] |
| Ленину В. И. (1870—1924) Государственный деятель                         | Спартаковская площадь, 9/1                | Владимир Ильич Ленин выступал в этом здании 30 августа 1918 года на митинге рабочих Басманного района и 31 декабря 1919 года на новогоднем вечере и 18 ноября 1920 года на собрании партийного актива Бауманского района | Доска из красного гранита с бронзовым барельефным портретом | ск. В. М. Кураев                                  | 1957   | [ 73 ] [ 75 ] [ 76 ] |
| Пушкину А. С. (1799—1837) Поэт                                           | Спартаковская улица, 15                   | Июня 8 дня 1799 года въ храмѣ Богоявленiя Господня въ Елоховѣ крещенъ А.С. Пушкинъ | Доска из бронзы с полугорельефным портретом в медальоне | ск. Н. И. Абакумцев                               | 1992   | [ 77 ] [ 26 ]        |
| Архипову А. Е. (1862—1930) Художник                                      | Б. Спасоглинищевский переулок, 4          | В этом доме жил и работал выдающийся русский художник Абрам Ефимович Архипов | Доска из чугуна с барельефным портретом | ск. Ю. Г. Нерода, Н. Н. Шмидт арх. Н. Г. Минаев   | 1966   | [ 77 ] [ 17 ] [ 78 ] |
| Ефремову И. А. (1908—1972) Писатель, учёный                              | Б. Спасоглинищевский переулок, 8          | В этом доме с 1938 года по 1962 год жил и работал выдающийся русский мыслитель-космист, крупный ученый-палеонтолог, классик научной фантастики Иван Антонович Ефремов «…красота ― это наивысшая степень целесообразности…» И.А. Ефремов. Лезвие бритвы | Доска из металла, выносная перпендикулярно фасаду в форме звездной орбиты, с выгравированным портретом                                                                         | ск. В. Коржев арх. К. Арабчиков                   | 2017   | [ 77 ]               |
| Памяти 3-го Всероссийского съезда торгово-промышленных служащих          | Старосадский переулок, 9                  | 1906―1926 25-го июня (8 VII) 1906 г. В этом здании был открыт 3-й Всероссийский съезд торгово-промышленных служащих Съезд сделал первую попытку направить движение служащих на путь профессиональной борьбы ЦК профсоюза совторгслужащих С.С.С.Р. 8 VII 1926 | Доска из тёмно-серого гранита | —                                                 | 1926   | [ 77 ] [ 41 ] [ 79 ] |
| Левитану И. И. (1860—1900) Художник                                      | Б. Трехсвятительский переулок, 1, стр. 2  | В этом доме с 1892 года по 1900 год жил и работал выдающийся русский художник Исаак Ильич Левитан | Доска из бронзы с барельефным портретом и изображением берёзовых ветвей | ск. И. М. Рукавишников арх. Н. Н. Миловидов       | 1975   | [ 80 ] [ 17 ] [ 81 ] |
| Васнецову А. М. (1856—1933) Художник                                     | Фурманный переулок, 6                     | В этом доме в 1903-1933 гг. жил и работал выдающийся русский художник Апполинарий Михайлович Васнецов | Доска из красного гранита с бронзовым барельефным портретом | ск. М. Л. Петрова                                 | 1956   | [ 80 ] [ 17 ] [ 82 ] |
| Вавилову Н. И. (1887—1943) Учёный                                        | Б. Харитоньевский переулок, 21, стр. 4    | В этом здании с 1929 года по 1935 год работал известный советский ученый-биолог академик Николай Иванович Вавилов | Доска из белого мрамора | арх. М. Е. Константинов                           | 1984   | [ 80 ]               |
| Ленину В. И. (1870—1924) Государственный деятель                         | М. Харитоньевский переулок, 4             | В этом здании в 1919―1921 гг. неоднократно выступал Владимир Ильич Ленин | Доска из красного гранита с бронзовым барельефным портретом | ск. П. В. Данилов                                 | 1957   | [ 80 ] [ 83 ] [ 84 ] |
| Кузнецову Н. Г. (1904—1974) Военачальник, Герой Советского Союза         | М. Харитоньевский переулок, 6, стр. 1     | Адмирал флота Советского Союза Н. Г. Кузнецов | Доска из бронзы с горельефным портретом и стилизованным изображением кораблей                                                                                                  | ск. Ю. С. Динес                                   | 1996   | [ 85 ] [ 22 ]        |
| Горшкову С. Г. (1910—1988) Военачальник, дважды Герой Советского Союза   | М. Харитоньевский переулок, 6, стр. 1     | Адмирал флота Советского Союза С. Г. Горшков | Доска из бронзы с горельефным портретом и стилизованным изображением кораблей и самолётов                                                                                      | ск. Ю. С. Динес                                   | 1996   | [ 85 ]               |
| Литвинову М. М. (1876—1951) Государственный деятель                      | Хоромный тупик, 2/6                       | В этом доме с 1929 года по 1935 год жил народный комиссар иностранных дел СССР Максим Максимович Литвинов 1876―1951 | Доска из красного гранита | арх. Н. А. Ковальчук                              | 1987   | [ 85 ] [ 83 ]        |
| Чаплыгину С. А. (1869—1942) Учёный                                       | Улица Чаплыгина, 1а, стр. 1               | Здесь жил Герой Социалистического Труда академик Сергей Алексеевич Чаплыгин с 1920 г. по 1941 г. 1950 | Доска из красного гранита | арх. Л. А. Ястржембский                           | 1950   | [ 85 ] [ 31 ] [ 86 ] |
| Кренкелю Э. Т. (1903—1971) Полярник, Герой Советского Союза              | Улица Чаплыгина, 1а, стр. 1               | В этом доме жил с 1930 по 1971 год известный полярный исследователь Герой Советского Союза Эрнст Теодорович Кренкель | Доска из чёрного гранита с бронзовым барельефным портретом и стилизованным изображением радиоволн                                                                              | ск. В. Н. Одиноков                                | 1973   | [ 87 ] [ 36 ] [ 37 ] |
| Максиму Горькому (1868—1936) Писатель                                    | Улица Чаплыгина, 1а, стр. 1               | Алексей Максимович Горький жил в этом доме во время своих приездов в Москву в 1915 ―1920 годах 20 октября 1920 г. здесь происходила встреча А. М. Горького с В.И. Лениным | Доска из бронзы с барельефным портретом | ск. В. М. Кураев арх. Л. П. Шатилова              | 1961   | [ 87 ] [ 19 ] [ 88 ] |
| Монюкову В. К. (1924—1984) Театральный педагог                           | Улица Чаплыгина, 1а, стр. 1               | Выдающийся театральный педагог Заслуженный деятель искусств РСФСР Виктор Карлович Монюков жил в этом доме с 1924 г. по 1984 г. | Доска из бронзы со стилизованным изображением эмблемы МХТ | ск. А. З. Налич, П. А. Налич                      | 2016   | [ 87 ]               |
| Луначарскому А. В. (1875—1933) Государственный деятель                   | Чистопрудный бульвар, 6/19, стр. 1        | В этом здании с 1925 года по 1929 год работал Анатолий Васильевич Луначарский Советский государственный и общественный деятель один из видных строителей социалистической культуры | Доска из бронзы с барельефным портретом | ск. Н. А. Лавинский арх. М. Д. Марковский         | 1986   | [ 89 ] [ 83 ]        |
| Крупской Н. К. (1869—1939) Государственный деятель                       | Чистопрудный бульвар, 6/19, стр. 1        | В этом здании с 1925 года по 1939 год работала Надежда Константиновна Крупская выдающийся деятель коммунистической партии и Советского государства | Доска из бронзы с барельефным портретом | ск. Ю. Л. Чернов арх. Ю. Е. Гальперин             | 1975   | [ 89 ] [ 25 ] [ 67 ] |
| Эйзенштейну С. М. (1898—1948) Режиссёр                                   | Чистопрудный бульвар, 23, стр. 1          | В этом доме с 1920 года по 1934 год жил и работал выдающийся советский кинорежиссер Сергей Михайлович Эйзенштейн | Доска из серого гранита с барельефным портретом | ск. А. Н. Костромитин                             | 1958   | [ 90 ] [ 66 ] [ 91 ] |